# Списак фудбалских стадиона по капацитету
Ово је списак фудбалских стадиона са највећим капацитетом у свету:
| #   | Стадион                        | Капацитет | Град           | Држава         | Корисници                                                                     |
| --- | ------------------------------ | --------- | -------------- | -------------- | ----------------------------------------------------------------------------- |
| 1   | Стадион Првог маја             | 150.000   | Пјонгјанг      | Северна Кореја | Фудбалска репрезентација Северне Кореје                                       |
| 2   | Стадион индијске младежи       | 120.000   | Колката        | Индија         | Кингфишер Ист Бенгал, Мохамедан, Мохун Баган, Фудбалска репрезентација Индије |
| 3   | Стадион Астека                 | 105.000   | Мексико        | Мексико        | Америка, Фудбалска репрезентација Мексика                                     |
| 4   | Национални стадион Букит Џалил | 100.200   | Куала Лумпур   | Малезија       | Фудбалска репрезентација Малезије.                                            |
| 5   | Азади стадион                  | 100.000   | Техеран        | Иран           | Фудбалска репрезентација Ирана, Естеглал Техеран, Персеполис                  |
| 6   | Камп ноу                       | 99.354    | Барселона      | Шпанија        | Барселона                                                                     |
| 7   | ФНБ стадион                    | 94.700    | Јоханезбург    | Јужна Африка   | Фудбалска репрезентација Јужноафричке Републике                               |
| 8   | Стадион Вембли                 | 90.000    | Лондон         | Енглеска       | Фудбалска репрезентација Енглеске                                             |
| 9   | Бунг Карно стадион             | 88.306    | Џакарта        | Индонезија     | Персија Џакарта, Фудбалска репрезентација Индонезије                          |
| 10  | Борг Ел Араб стадион           | 86.000    | Александрија   | Египат         | Фудбалска репрезентација Египта                                               |
| 11  | Стадион Аустралија             | 83.500    | Сиднеј         | Аустралија     | Фудбалска репрезентација Аустралије                                           |
| 12  | Маракана                       | 82.238    | Рио де Жанеиро | Бразил         | Фудбалска репрезентација Бразила, Фламенго, Флуминенсе,                       |
| =13 | Стад де Франс                  | 81.338    | Сен Дени       | Француска      | Фудбалска репрезентација Француске                                            |
| =13 | Сигнал Идуна парк              | 81.264    | Дортмунд       | Немачка        | Борусија Дортмунд                                                             |
| 15  | Стадион Сантијаго Бернабеу     | 80.354    | Мадрид         | Шпанија        | Реал Мадрид                                                                   |
| 16  | Стадион Монументал             | 80.093    | Лима           | Перу           | Университарио                                                                 |
| 17  | Стадион Ђузепе Меаца           | 80.074    | Милано         | Италија        | Милан, Интер                                                                  |
| 18  | Олимпијски стадион Гунагдонг   | 80.012    | Гуангџоу       | Кина           | Фудбалски турнир на Летњим олимпијским играма 2008.                           |
| =19 | Национални стадион Пекинг      | 80.000    | Пекинг         | Кина           | Финале фудбалског турнира на Летњим олимпијским играма 2008.                  |
| =19 | Стад де Мартир                 | 80.000    | Киншаса        | ДР Конго       | Фудбалска репрезентација ДР Конго                                             |
| =19 | Шангај стадион                 | 80.000    | Шангај         | Кина           | Фудбалски турнир на Летњим олимпијским играма 2008.                           |
| 22  | Стадион Лужњики                | 78.360    | Moscow         | Русија         | Фудбалска репрезентација Русије, Спартак Москва, ЦСКА Москва                  |
| 23  | Олд Трафорд                    | 75.957    | Манчестер      | Енглеска       | Манчестер јунајтед                                                            |